# Bumireso
Bumireso is een bestuurslaag in het regentschap Wonosobo van de provincie Midden-Java, Indonesië. Bumireso telt 3221 inwoners (volkstelling 2010).